# Chasmichthys
Chasmichthys is een geslacht van straalvinnige vissen uit de familie van grondels (Gobiidae).